# Stanislav Střelec
Stanislav Střelec (* 18. srpna 1944, Velešovice) je český vysokoškolský učitel, pedagog, docent Pedagogické fakulty Masarykovy univerzity, bývalý proděkan, čestný člen České pedagogické společnosti, člen redakčních rad odborných časopisů Czech-Polish Historical and Pedagogical Journal a Naša škola.

## Studium a kariéra
Narodil se v rodině učitele. Po absolvování SVVŠ ve Slavkově u Brna (v roce 1961) se přihlásil ke studiu učitelství na Pedagogické fakultě v Brně. Po absolvování studia přírodopisu a chemie (1965) a několika letech učitelského působení na ZŠ směřoval k dalšímu prohloubení svého odborného zaměření. Tento záměr se mu zdařil v roce 1968, kdy byl přijat k dálkovému studiu pedagogiky na FF MU (dříve UJEP) v Brně. Studium úspěšně ukončil v roce 1973. Od roku 1974 je doktorem filozofie (PhDr.), od roku 1980 kandidátem pedagogických věd (CSc.) a od roku 1983 docentem pro obor pedagogika. Po konkurzu v roce 1971 nastoupil jako odborný asistent na katedře pedagogiky Pedagogické fakulty v Brně. Na této fakultě pracuje 50 let. Kromě standardních akademických činností také působil ve funkci zástupce vedoucího katedry a proděkana pro denní studium. Aktivní akademickou dráhu ukončil v roce 2021.

## Dílo
V odborné, vědecké a publikační práci se zaměřuje na teorii a metodiku výchovy žáků ve škole, na rodinnou pedagogiku, zejména na působení rodinného prostředí při utváření osobnosti dítěte a na otázky spolupráce školy a rodiny při výchově dětí. K této problematice se vztahuje podstatná část z jeho 265 bibliografických záznamů v Informačním systému Masarykovy univerzity zahrnujících odborné články, recenze, referáty na konferencích, výzkumné studie, kapitoly ve vysokoškolských skriptech a ve více než desítce monografií. Výzkumné poznatky zúročil také v Kapitolách z rodinné výchovy – textu, který vyšel v nakladatelství Fortuna v roce 1992 a byl koncipován jako učebnice pro střední školy.
Další jeho expertní počin je spojen s obdobím porevolučních změn na PdF MU na počátku devadesátých let. Novým vedením fakulty byl vyzván k přípravě dalšího oboru studia s pracovním názvem Učitelství předmětů zaměřených na život v rodině. Tato aktivita se kromě realizace promítla také v publikačních výstupech. Za pozornost dále stojí jeho účast v Evropském mezinárodním projektu „Výzkum výchovného prostředí v rodině“, realizovaném v období 1995–1996 pod patronací Voluntary International Fund Unesco Wiena, ve kterém byl řešitelem za ČR a odevzdal do „centra“ ke komparaci obsáhlé faktografické výzkumné údaje.
Odborným tématem, ke kterému byla v určitých časových periodách vázána jeho pozornost, patří pojetí jedné z hlavních propedeutických disciplín pedagogiky, a to teorie a metodiky výchovy. Cestu ke stabilnějšímu zakotvení tohoto předmětu ve studiu učitelství podpořil publikacemi Kapitoly z teorie a metodiky výchovy a Studie z teorie a metodiky výchovy. Jsou to kolektivní monografie, které vyšly v několika vydáních a jsou k dispozici také jako učebnice pro studenty všech oborů pedagogického studia.
Jedna z mimořádných příležitostí k výzkumným a publikačním aktivitám autora souvisela v období 2005–2011 s výzkumným záměrem PdF MU Škola a zdraví pro 21. století. Zde se jako jeden z řešitelů zaměřil na problematiku sociálního zdraví žáků a na možnosti jeho ovlivňování třídními učiteli na základních a středních školách. V následujícím desetiletí se stávají předmětem jeho odborného zájmu speciální potřeby žáků, a to především v edukačních podmínkách rodinného prostředí nadaného dítěte (žáka) a témata související se sociální pedagogikou a sociální prací jako inspirujícími zdroji pro vzdělávání pedagogů.
Jako školitel vedl v doktorandském studiu (1992–2021) k úspěšnému zakončení 14 doktorandů, kteří nacházejí uplatnění v akademické nebo odborně pedagogické sféře v ČR i v zahraničí.

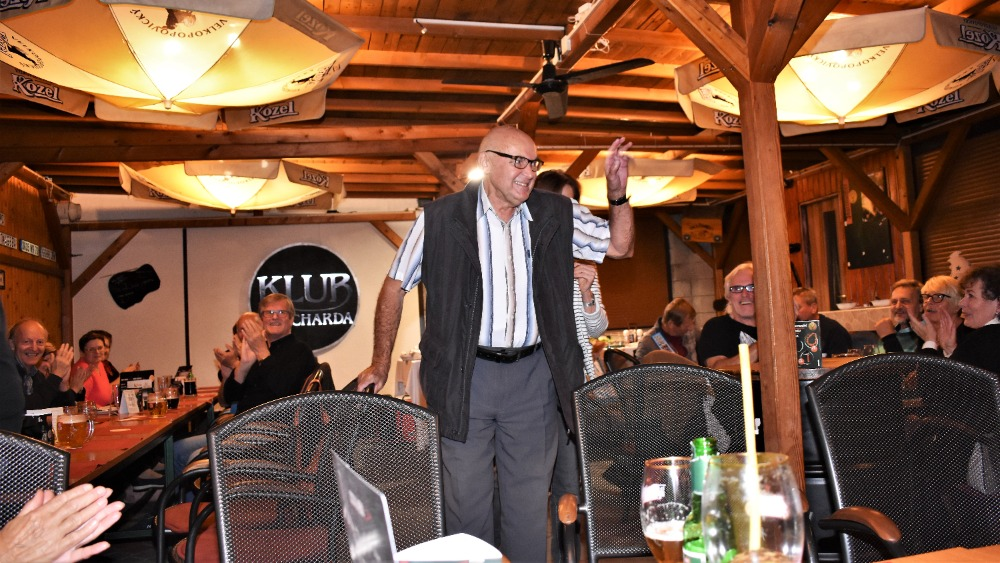

### Výběr z bibliografie
- STŘELEC, Stanislav. Koncepce studia učitelství odborných předmětů zaměřených na život v rodině. In Univerzity na prahu nového tisíciletí. Svazek II. Sborník mezinárodní konference 2.-3.11.1994. Brno: Masarykova univerzita, str. 149-160. (Projekt a realizace nového oboru studia na PdF MU v Brně.)
- STŘELEC, Stanislav.  Demokratizačné tendencie vo vzťahu školy a rodiny. In Pedagogická revue. Bratislava, 1994, č.5, str. 245 – 252.)
- STŘELEC, Stanislav, Eva MARÁDOVÁ, Jana MARHOUNOVÁ a Evžen ŘEHULKA. Kapitoly z rodinné výchovy.  Praha: Fortuna, 1993. 157 str. ISBN 8085298848.
- STŘELEC, Stanislav. Rodinná výchova jako vyučovací předmět na základní škole. Pedagogika. Praha: PedF UK, 1997, XLVII/97, 1/97, s. 46-53. ISSN 0031-3815.
- STŘELEC, Stanislav a Zlatica BAKOŠOVÁ. Odměny a tresty ve výchovném prostředí rodiny. Pedagogická orientace. Brno: ČPdS, 1997, roč. 1997, č. 3, s. 71-79. ISSN 1211-4669.
- STŘELEC, Stanislav. Rodina jako výchovné prostředí. In Kapitoly ze sociální pedagogiky a psychologie. Brno: Paido, 1998. s. 53-70. Paido - edice pedagogické literatury - 74.publik. ISBN 8085931583. GA406/98/1375, projekt VaV.
- STŘELEC,  Stanislav. ( Et al). Kapitoly z teorie a metodiky výchovy I. Brno: Paido - edice pedagogické literatury, 1998. 189 s. ISBN 8085931613. GA406/96/1102, projekt VaV.
- STŘELEC, Stanislav. Symbiotické vztahy mezi sociální a rodinnou pedagogikou. In Sociální pedagogika jako vědecká a společensky užitná disciplína. Brno: Institut mezioborových studií, 2000. s. 115-121. ISBN 8090293603. GA406/98/1375, projekt VaV.
- STŘELEC, Stanislav. Předpoklady utváření dovedností učitele kooperovat s rodiči žáků. In ŠVEC,  V. aj. Cesty k učitelské profesi: utváření a rozvíjení pedagogických dovedností. Brno: Paido-edice pedagogické literatury, 2002. s. 184-202, 18 s. Paido.edice pedagogické literatury. ISBN 8073150352. GA406/98/1375, projekt VaV.
- STŘELEC, Stanislav. (ed.) Studie z teorie a metodiky výchovy I. Brno: Katedra pedagogiky PdF MU, MSD,, 2004.2005 155 s. Studijní literatura. ISBN 8086633217. GA406/03/1349, projekt VaV.
- STŘELEC, Stanislav. Trends in Relations between the School and the Family in the Czech Republic. In PIWOWARCZYK,M.-PODGÓRNY,M.(ed.). Selected Edukational Problems.The Past-The Present-The Future. Kraków: Uniwersytet Wroclawski -Oficyna Wydawnicza "Impuls", 2005. s. 93-110. ISBN 8373085637. MSM0021622421, záměr.
- STŘELEC, Stanislav. (ed.) Studie z teorie a metodiky výchovy II. Brno: Masarykova univerzita,MSD,, 2005,2006,2011. 214 s. Studijní literatura. ISBN 8021036877. GA406/03/1349, projekt VaV. MSM0021622421, záměr.
- STŘELEC, Stanislav a Jana KRÁTKÁ. The Support of the Health of pupils by the activities of the Class-Teacher. In ŘEHULKA, Evžen. School and Health 21. Brno: Paido, 2006. s. 383-394. ISBN 9788073151195. MSM0021622421, záměr.
- STŘELEC, Stanislav. Axiologická dimenze v koncepci teorie a metodiky výchovy. In ŠIMONÍK, O., HORKÁ, H., STŘELEC, S. (EDS.) Hodnoty a výchova. Brno: MSD,s.r.o., 2007. s. 102-111. ISBN 9788086633787. MSM0021622421, záměr.
- STŘELEC, Stanislav. Rodina jako edukační prostředí. In PRŮCHA, J. (ed.) Pedagogická encyklopedie. 1.vyd. Praha: Portál, 2009. s. 487-492. ISBN 9788073675462. MSM0021622421, záměr.
- STŘELEC, Stanislav a Jana KRÁTKÁ. The preparation of trainee teachers for the responsibilities of a class teacher. In New Pathways in the Professional Development of Teachers. Neue Wege in der Professionalisierung von Lehrer/-inne/-n. 1. vyd. Munster: LIT Verlag, 2010. s. 216-221. ISBN 9783643501530. MSM0021622421, záměr.
- STŘELEC, Stanislav a Evžen ŘEHULKA. Findings of the Research Project The Class Teacher the Factor Affecting Health of the Pupils. In EDULEARN10 PROCEEDINGS. Barcelona: IATED, 2010. s. 4083-4087, 6192 s. ISBN 9788461393862. MSM0021622421, záměr.
- STŘELEC, Stanislav. Rodičovské identifikace nadání dítěte a možnosti institucionální podpory při jejich rozhodování. In MALACH, J.; SKLENÁŘOVÁ, N. PEDAGOGICKÁ DIAGNOSTIKA A EVALUACE 2012. Ostrava: UNIVERSITAS OSTRAVIENSIS, 2012. s. 299-307. ISBN 9788074641671. MSM0021622443, záměr.
- STŘELEC, Stanislav. The Family as an Agent in Children’s Upbringing and Changes to the Conditions under which it Operates. Czech-Polish Historical and Pedagogical Journal. 2013, Volume 5, Issue 2, s. 16–23. ISSN 1803-6546. doi:10.2478/cphpj-2013-0010. Výsledek byl financován v rámci institucionální podpory na rozvoj výzkumné organizace.
- STŘELEC, Stanislav a Lenka FRIMLOVÁ. K systemizaci problémů provázejících výchovu nadaných dětí (žáků). In BARTOŇOVÁ, M., VÍTKOVÁ, M. et al. Vzdělávání žáků se speciálními vzdělávacími potřebami VII. Education of Pupils with Special Educational Needs VII. 1. vyd. Brno: Paido, 2013. s. 91-102. ISBN 9788073152468. MSM0021622443, záměr.
- STŘELEC, Stanislav. Tendencies Influencing the Education Environment of a Child in the Contemporary Czech Family. Czech-Polish Historical and Pedagogical Journal. 2016, roč. 8/2016, č. 2, s. 79-89. ISSN 1803-6546. Výsledek byl financován v rámci institucionální podpory na rozvoj výzkumné organizace.
- GULOVÁ, Lenka a Stanislav STŘELEC. Social Work in the Czech Republic - Origin and role in education. Czech-Polish Historical and Pedagogical Journal. Brno: MUNI PRESS, 2019, roč. 11, č. 2, s. 47-56. ISSN 1803-6546. doi:10.5817/cphpj-2019-018. Výsledek byl financován v rámci institucionální podpory na rozvoj výzkumné organizace.
- GULOVÁ, Lenka a Stanislav STŘELEC. Inclusion of Tallented Children (Pupils) In the Current Czech Education System. Czech-Polish Historical and Pedagogical Journal.  Brno: Masaryk Univ, Fac Education, 2020, roč. 12, č. 1, s. 54-68. ISSN 1803-6546. doi:10.5817/cphpj-2020-005. GA19-13038S, projekt VaV. Výsledek byl financován v rámci institucionální podpory na rozvoj výzkumné organizace.
- KRÁTKÁ, Jana, Lenka GULOVÁ a Stanislav STŘELEC. Třídní učitelé sami o sobě a také z pohledu žáků a jejich rodičů. Komenský. Odborný časopis pro učitele základní školy. Brno: MUNI PRESS, 2020, roč. 144, č. 03, s. 24-30. ISSN 0323-0449. Výsledek vznikl v rámci specifického výzkumu na vysoké škole.
- JŮZL, Miloslav. K tradicím české sociální pedagogiky. Univerzita Jana Amose Komenského Praha. 2017, s. 102 - 103, ISBN 9788074521331.
- TRAPL, František. Rozhovor s docentem Stanislavem Střelcem. Sociální pedagogika / Social Education. 2022, ročník 10, číslo 1, s.140 -145, ISSN 1805-8825.